# 슈퍼TV
《슈퍼TV》는 대한민국의 방송국 XtvN의 예능프로그램이다.

## 시즌 1 출연자
- 이특
- 희철
- 예성
- 신동
- 은혁
- 동해

## 시즌 2 출연자
- 이특
- 희철
- 예성
- 신동
- 은혁
- 동해
- 시원
- 려욱 (제대 후 11회부터 합류)